# William Roach
William Roach (* 20. Juni 1907 in South Bend, Indiana; † 30. Juli 1993) war ein US-amerikanischer Romanist und Mediävist.

## Leben und Werk
Roach studierte in Chicago bei William A. Nitze und Thomas Atkinson Jenkins und promovierte 1935 mit der Arbeit The religious elements in the „Perlesvaus“ (Teildruck unter dem Titel Eucharistic tradition in the „Perlesvaus“ in Zeitschrift für romanische Philologie 59, 1939, S. 10–56).
Er lehrte zuerst an der Katholischen Universität von Amerika und von 1939 bis zu seiner Emeritierung an der University of Pennsylvania. 1964 wurde er zum Mitglied der American Philosophical Society gewählt.

## Weitere Werke
- (Hrsg.): The Didot Perceval. Philadelphia 1941, Genf 1977.
- (Hrsg.): The Continuations of the old French „Perceval“ of Chretien de Troyes. 6 Bände. Philadelphia 1949–1983.
  - Band 1: The first continuation: Mss. T V D. 1949, 1965.
  - Band 2: mit Robert H. Ivy, Jr.: The first continuation: Mss. E M Q U. 1950, 1965.
  - Band 3,1: The first continuation: Mss. A L P R S. 1952, 1970. Übersetzt und hrsg. von Colette-Anne Van Coolput-Storms, Paris 1993.
  - Band 3,2: Glossary of the first continuation 1955, 1970.
  - Band 4: The second continuation. Philadelphia 1971.
  - Band 5: The third continuation (by Manessier). Philadelphia 1983. Übersetzt und hrsg. von Marie-Noëlle Toury, Paris 2004.
- (Hrsg.) Chrétien de Troyes. Le Roman de Perceval ou le Conte du Graal. Genf 1956, 1959.